# Krisna bimaculata
Krisna bimaculata är en insektsart som beskrevs av Cai och Shen 1997. Krisna bimaculata ingår i släktet Krisna och familjen dvärgstritar. Inga underarter finns listade i Catalogue of Life.